# Partido Social Demócrata de Madagascar
El Partido Social Demócrata de Madagascar (en francés: Parti Social Démocrate de Madagascar, PSD) es un partido político en Madagascar.

## Historia
El partido fue fundado en 1956 en el distrito de Majunga como el Partido Social Demócrata de Madagascar y las Comoras. Estuvo dirigido por Philibert Tsiranana, miembro de la Asamblea Nacional Francesa. Tsiranana se unió al grupo de la Sección Francesa de la Internacional Obrera (SFIO, por sus siglas en francés), y el gobierno francés encabezado por la SFIO ayudó en la construcción del PSD. El partido hizo campaña a favor de mantener los lazos con Francia en el referéndum de 1958. El PSD se alió con la Unión Democrática Socialista de Madagascar, formando el Cartel Republicano.

## Historia electoral

### Elecciones presidenciales
| Elección | Candidato           | Votos     | %     | Resultado  |
| -------- | ------------------- | --------- | ----- | ---------- |
| 1965     | Philibert Tsiranana | 2,451,441 | 97.2% | Elegido Sí |
| 1972     | Philibert Tsiranana |           | 99.7% | Elegido Sí |

### Elecciones de la Asamblea Nacional
| Elección | Votos     | %      | Escaños | +/−         | Posición |
| -------- | --------- | ------ | ------- | ----------- | -------- |
| 1960     | 1,376,639 |        | 75/107  | 75          | 1ero     |
| 1965     | 2,277,055 | 94.58% | 104/107 | 28          | 1ero     |
| 1970     | 2,413,421 | 92.77% | 104/107 | Sin cambios | 1ero     |